# Kouty (Boêmia Central)
Kouty é uma comuna checa localizada na região da Boêmia Central, distrito de Nymburk.